# Нижегородский листок (1857)
Нижегоро́дский листо́к (рус. дореф. Нижегородскій листокъ) — газета, выходившая в Нижнем Новгороде с 1857 по 1872 годы. Одно из многочисленных региональных ярмарочных изданий Российской империи.

## История
Основана по решению Нижегородского военного губернатора А. Н. Муравьёва Нижегородским статистическим комитетом в 1857 году под названием «Нижегородский ярмарочный справочный листок» и «Справочный листок для Нижегородской ярмарки», редактором газеты на всём протяжении её выпуска был Н. П. Мельгунов.
С 1857 по 1870 годы выходила в период проведения Нижегородской ярмарки. С № 1 за 1860 год, вышедшего 15 (27) июля, до № 41 за 1862 год, вышедшего 31 августа (12 сентября), выходила под названием «Справочный листок для Нижегородской ярмарки». В 1865 и 1870 годах к отдельным номерам имелись специальные приложения.
22 января (3 февраля) 1871 года Мельгунов попробовал перезапустить издание, которое должно было выходить круглогодично три раза в неделю, а во время ярмарки — ежедневно. Он выступал и в качестве редактора, и в качестве издателя. Однако уже в 1872 году газета закрылась по решению Главного управления по делам печати. 15 января 1873 года на заседании Нижегородского губернского статистического комитета было принято решение прекратить выпуск издания.